# Antiquina
Antiquina (del mapudungun: familia del Sol) es una localidad y caleta pesquera chilena perteneciente a la comuna de Cañete, en la provincia de Arauco, al sur de la Región del Biobío, frente a las costas del océano Pacífico. 

## Historia

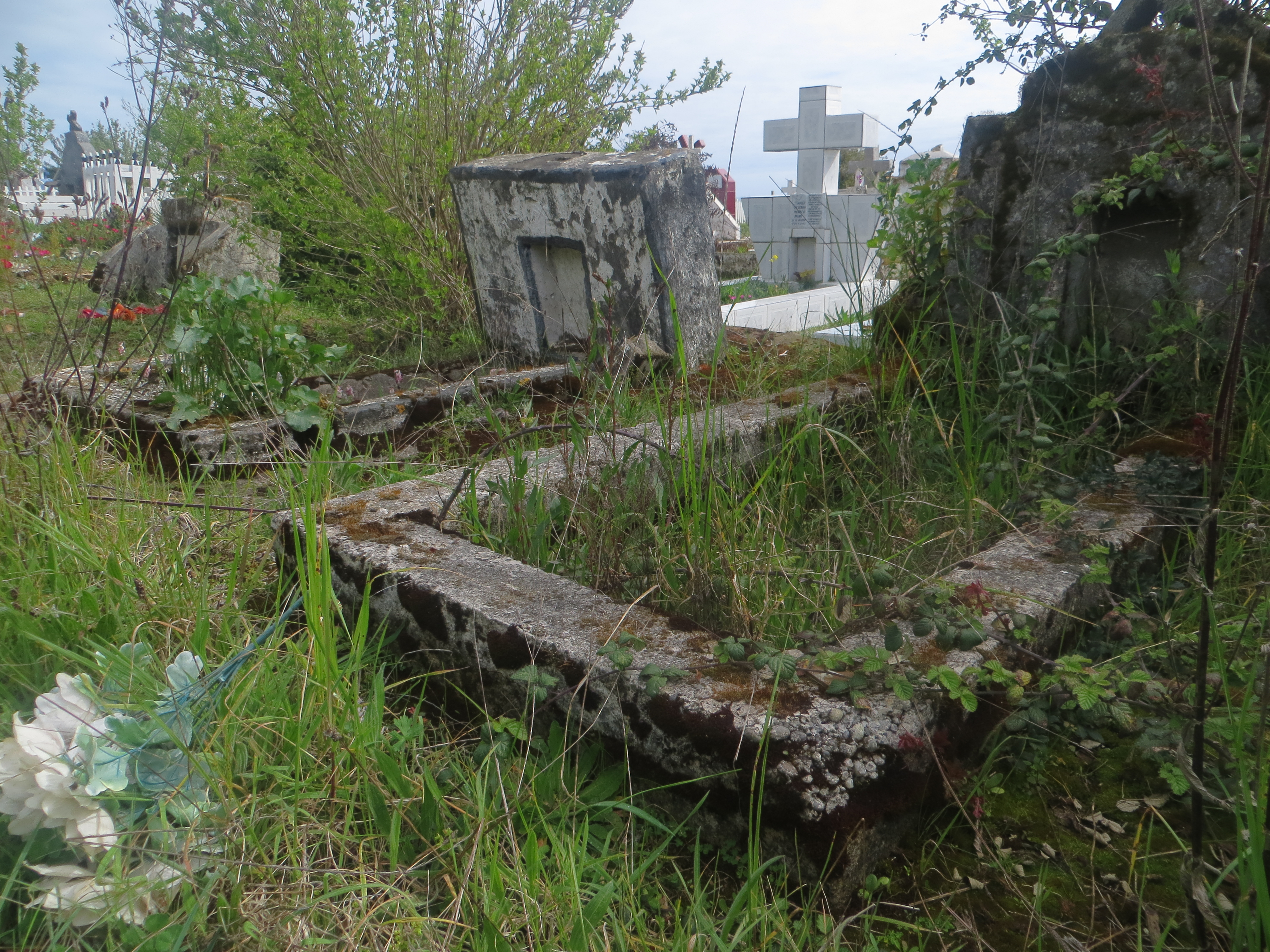
Cementerio mapuche de Antiquina

De acuerdo a investigaciones realizadas por el sacerdote jesuita de origen francés, Claude Joseph, en el área de Antiquina fueron encontrados diversos objetos pertenecientes a la cultura premapuche del Complejo El Vergel, elaborados durante el período agroalfarero intermedio tardío. Entre ellos destacan las piezas aerófonas líticas.
En 1885, Antiquina pasó a ser una subdelegación de la antigua Municipalidad de Quidico, la cual formaba parte del Departamento de Cañete. Posteriormente la administración de la subdelegación pasó a la comuna de Contulmo en 1927, una vez que obtuvo el estatus de comuna luego de la colonización alemana, en el antiguo Departamento de Arauco, sin embargo, debido a la redelimitación de las comunas durante el proceso de regionalización iniciado por la dictadura militar, fue traspasada a la Municipalidad de Cañete. 
En Antiquina se encuentra la comunidad mapuche Nicolás Calbullanca, una de las primeras que formó parte de la Coordinadora de Comunidades en Conflicto Arauco-Malleco, y poco más al sur se ubica la comunidad Pascual Coña, donde estuvieron los primeros focos del conflicto mapuche en la zona durante los años 1990.
En 2008, el cementerio mapuche (eltún) de la localidad fue declarado como monumento histórico nacional.

## Hidrografía
La laguna Antiquina es un cuerpo de agua ubicado al noroeste del área urbanizada de la localidad, a escasos kilómetros de la costa al océano, mientras que la laguna Quilaco, de menores dimensiones, se encuentran en la parte sur de la zona urbanizada. Adicionalmente se encuentran los esteros Curanilahue y Machilhue, este último desemboca en el río Lleulleu. 

## Cultura
Los aspectos culturales locales están fuertemente vinculados a la cultura mapuche del grupo de los lafquenches y sus prácticas ancestrales, en sincretismo y asimilación cultural con los mestizos y criollos. Una de las prácticas tradicionales más conocidas de la zona es la pesca artesanal a caballo, donde los pescadores, quienes a la vez son jinetes, realizan esta actividad a la orilla de la playa.